# Ratari (Smederevska Palanka)
Ratari (em cirílico: Ратари) é uma vila da Sérvia localizada no município de Smederevska Palanka, pertencente ao distrito de Podunavlje, na região de Šumadija, Jasenica. A sua população era de 1766 habitantes segundo o censo de 2011.

## Demografia
| 1948 | 1953 | 1961 | 1971 | 1981 | 1991 | 2002 | 2011 |
| ---- | ---- | ---- | ---- | ---- | ---- | ---- | ---- |
| 3315 | 3337 | 3260 | 2955 | 2715 | 2351 | 2035 | 1766 |